# Leopold Tobias

Leopold Tobias (um 1880)

Leopold Karl Maria Tobias (* 21. März 1837 in Trier; † 25. März 1894 ebenda) war ein deutscher Verwaltungsjurist in der Rheinprovinz. Er vertrat seine Heimatstadt im Reichstag.

## Leben
Tobias besuchte bis 1855 das Friedrich-Wilhelm-Gymnasium in Trier. Nach dem Abitur begann er 1855 an der Ruprecht-Karls-Universität Heidelberg Rechtswissenschaft und Kameralwissenschaft zu studieren. 1856 wurde er im Corps Suevia Heidelberg recipiert. Als Inaktiver wechselte er an die Friedrich-Wilhelms-Universität Berlin.
Von 1858 bis 1861 war er Auskultator am Landgericht Trier und am Landgericht Aachen. Nach dem Referendarexamen  trat er in die innere Verwaltung des Königreichs Preußen. Von 1861 bis 1865 war er bei der Regierung in Trier und von 1866 bis 1871 bei der Regierung in Stettin. Von 1871 bis 1885 war er Landrat des Kreises Saarburg und von 1885 bis zu seinem Tode Landrat des Kreises Trier.
Von 1867 bis 1871 war er Mitglied des Reichstags des Norddeutschen Bundes für den Wahlkreis Trier 2 (Wittlich, Bernkastel). In dieser Eigenschaft war er von 1868 bis 1870 auch Mitglied des Zollparlaments. Im Reichstag gehörte er der Fraktion der Freikonservativen an.